# Ruud Hessing
Rudolf Christiaan (Ruud) Hessing (Voorburg, 17 juni 1959) is een Nederlands politicus. Hij is een broer van oud-staatssecretaris Rob Hessing.

## Loopbaan
Hessing studeerde rechten en politieke wetenschappen aan de Rijksuniversiteit Leiden. Hij werd in 1979 lid van D66 en was van 1990 tot 1995 lid van de Provinciale Staten van Zuid-Holland. Aansluitend was hij, met een korte onderbreking in 1999, tot juni 2003 lid van de Eerste Kamer. In september 2003 werd Hessing wethouder in Leiden met onder meer verkeer, onderwijs, cultuur en recreatie in zijn portefeuille. Hij volgde in Leiden Alexander Pechtold op die burgemeester van Wageningen geworden was.
In 2006 brak Hessing met D66 vanwege de opstelling van zijn partij rond de uitzending van Nederlandse militairen naar het Afghaanse Uruzgan. Hij keerde terug als partijlid en was van 2010 tot 2014 gemeenteraadslid in Oegstgeest namens Progressief Oegstgeest, een lokaal samenwerkingsverband tussen D66, GroenLinks en de PvdA. Toen D66 in 2013 uit het samenwerkingsverband stapte, zegde Hessing opnieuw zijn partijlidmaatschap op. In 1996 werd Hessing verkozen tot lid van het algemeen bestuur van de VPRO.

## Trivia
Op 3 maart 2019 was hij te zien in het RTL 4-programma Miljoenenjacht. Hij sloeg daarin een prijs van € 358.000 af om verder te kunnen spelen, maar ging uiteindelijk met het lagere bedrag van € 18.000 naar huis.
- International Standard Name Identifier: 0000 0003 8824 1417
- Nederlandse Thesaurus van Auteursnamen: 074547208
- Parlement.com: vg09llpvkbzb
- Virtual International Authority File: 210716671
- WorldCat: E39PBJhdcRcK8hqvqDDCpvBByd